# Alexandru Sirițeanu
Alexandru Nicolae Sirițeanu (Iași, 16 aprile 1984) è uno schermidore rumeno, specializzato nella sciabola.

## Biografia
Ha conquistato una medaglia d'argento alle olimpiadi di Londra 2012, un argento nei campionati europei di scherma di Plovdiv del 2009 nella gara di sciabola a squadre ed una di bronzo a Zalaegerszeg nel 2005.

## Palmarès
In carriera ha conseguito i seguenti risultati:
- Giochi olimpici

 Sciabola a squadre: argento nella sciabola a squadre
- Europei

Zalaegerszeg 2005: bronzo nella sciabola a squadre.
Plovdiv 2009: argento nella sciabola a squadre.
Legnano 2012: argento nella sciabola a squadre.